# المؤتمر العالمي للمرأة 1980
أُقيم المؤتمر العالمي للمرأة 1980أو المؤتمر العالمي الثاني للمرأة في يوم 14 حتى 30 من شهر يوليو/تموز في كوبنهاغن في الدنمارك كتقييم منتصف العقد للتقدم المحرز وأوجه القصور في تنفيذ الأهداف التي تضمنتها خطة العمل العالمية المقررة في المؤتمر الأفتتاحي للمرأة عام 1975. أبرز ما قام به المؤتمر هو التوقيع الرسمي لاتفاقية القضاء على جميع أشكال التمييز ضد المرأة خلال الحفل الأفتتاحي للمؤتمر. أشار بعض المشاركين إلى المؤتمر بأنه إخفاق، ولكنهم تمكنوا من إيجاد طريقة لتعديل خطة العمل العالمية لتعزير الأهداف السابقة لتحسين وضع المرأة وحددوا موعد مؤتمر المتابعة في نهاية هذا العقد.

## الخلفية التاريخية
ترتب على المؤتمر العالمى الأول للمرأة المُقام في مدينة المكسيك عام 1975 والذي تحدد من خلاله خطة العمل العالمية وإعلان المكسيك بشأن مساواة المرأة وإسهامتها في مجال التنمية والسلام مؤتمر 1980 الذي انقعد في الفترة من 14 حتى 30 من شهر يوليو/تموز في كوبنهاغن في الدنمارك. عكست هذه الوثائق مباحث الأمم المتحدة- التنمية، المساواة، السلام- القاصدة لأمور المرأة، كما حددت المبادئ التوجيهية لتحقيق أهداف طويلة المدى لتحسين حياة المرأة. عندما تبنت الأمم المتحدة هذه الأفكار، حددت الفترة من 1975 حتى 1980 على إنها «عقد المرأة» ، ووضعت خطة تحت التنفيذ لإقامة مؤتمرات متابعة لتقييم التقدم المحرز. تكون هيكلة المؤتمر كما هي: الجلسة الرسمية المؤلفة من المبعوثين الذين يمثلون حكوماتهم، والرؤساء الذين يمثلون المنظمات غير الحكومية. 
تأثر مؤتمر كوبنهاغن بالانقسامات الجغرافية السياسية-كما الحال في المؤتمر السابق- نتيجة الحرب الباردة، على الرغم من أن الأقتصاد والعنصرية والتحيز الجنسي خاصة التحيز ضد المرأة هم أكثر العوامل تاثيرًا في تبعية المرأة. تقرر عقد المؤتمر أولا في طهران، وزادت الثورة الإسلامية الإيرانية وأزمة رهائن إيران والنزاع المستمر في الشرق الأوسط كذلك من حدة الموقف السياسي. أُضُيفت بذلك مواضيع مثل المرأة الفلسطينية والاجئين وأبارتايد-أي نظام الفصل أو التمييز العنصري- إلى جدول الأعمال، كما تأكد عدم إضفاء المشاركين الطابع السياسي وصب تركيزهم على قضايا المرأة. لذلك، أصدر الكونغرس الأمريكي تعليمات لنائبيه بعدم التصديق على أي قرارات تحاول جعل ما هو غير سياسي اتهام لسياسية الحكومة، أو أي قرار يتعلق بالصهيونية. قاطعت السعودية وجنوب إفريقيا الأمر برمته. اضُطر عاجلًا نقل المؤتمر إلى الدنمارك، الأمر الذي أثر على أماكن الإقامة المتاحة حيث لا يوجد أماكن كافية لاستيعاب جميع المشاركين: فبدلا من أن يتواجد الفرق المشاركة جميعهم لخلق وحدة، انقسمت إلى مجموعات صغيرة.